# Weimarer Lutherbibel von 1534

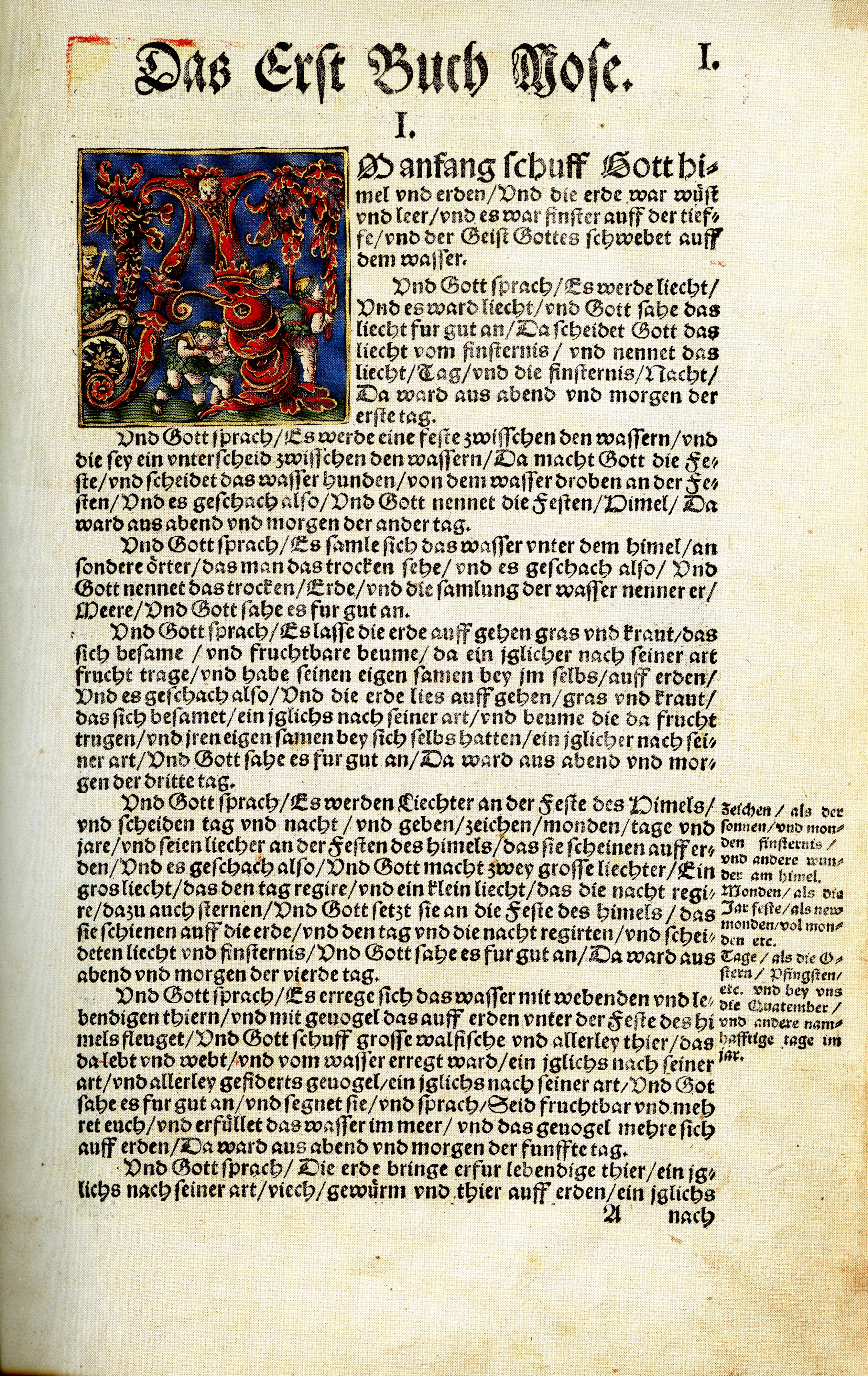
1. Buch Mose, Kapitel 1

Die Weimarer Lutherbibel ist eine Ausgabe der ersten gedruckten vollständigen Bibelübersetzung Martin Luthers aus dem Jahr 1534. Sie gilt als das prominenteste Buch in der Anna-Amalia-Bibliothek in Weimar und hat dort die Signatur Cl I: 58 (b) und (c).
Obwohl es von der Druckausgabe von 1534 weltweit noch etwa 60 Exemplare gibt, ist die Weimarer Bibel einzigartig durch die qualitätvolle Ausmalung der 128 Holzschnitte mit blauen, grünen und roten Deckfarben. Teilweise wurden sie mit Gold gehöht.

## Der Bibeldruck von 1534
Für den Druck der Vollbibel erhielt Christian Döring vom sächsischen Kurfürsten Johann Friedrich ein unbefristetes Druckprivileg, das ihn vor Nachdruck innerhalb Kursachsens und Import anderswo entstandener Nachdrucke schützte. Allerdings sah sich Döring gezwungen, seinen Verlag mitsamt dem Privileg am 23. Mai 1533 an drei Wittenberger Buchhändler zu verkaufen: Moritz Goltze, Christoph Schramm und Bartholomäus Vogel. 
Gedruckt wurde sie in Hans Luffts Offizin.
Die unmittelbar in Folge nachgelegte 2. Auflage aus dem Jahre 1535 entstand ebenfalls bei Hans Lufft in Wittenberg und ist in Text und Layout (von der Jahresangabe ‚1535’ anstatt ‚1534’ auf den verschiedenen Titelseiten einmal abgesehen) weitestgehend identisch mit der 1. Auflage (1534). Geringfügige Unterschiede resultieren aus der Tatsache, dass man den Schriftsatz komplett neu anlegen musste. Den so genannten „stehenden (Schrift-)Satz“ gab es im Bibeldruck erst sehr viel später. Sie ist gleichermaßen selten und wertvoll.

## Die Holzschnitte

### Das Titelblatt
Der Meister MS entwarf ein ganz neues, detailreiches Titelblatt, das für die Prophetenbücher und das Neue Testament wiederverwendet wurde und dann jeden Bibeldruck bis 1541 zierte. 

### Die Illustrationen zum Bibeltext

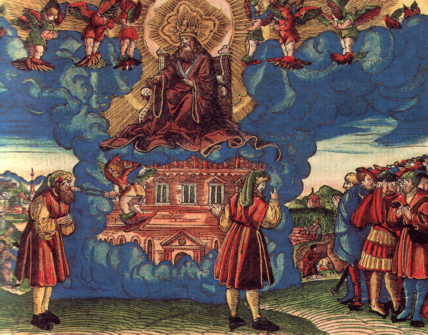
Jesajas Berufung zum Propheten

Mit Ausnahme des Titelblatts 1r zu den Historischen Büchern des Alten Testaments, einer Darstellung des Josua von Lucas Cranach dem Älteren (1524), stammten alle anderen Illustrationen von dem Monogrammisten MS. Über die Zusammenarbeit mit Luther berichtete der Unterkorrektor in Luffts Werkstatt, Christoph Walther: 

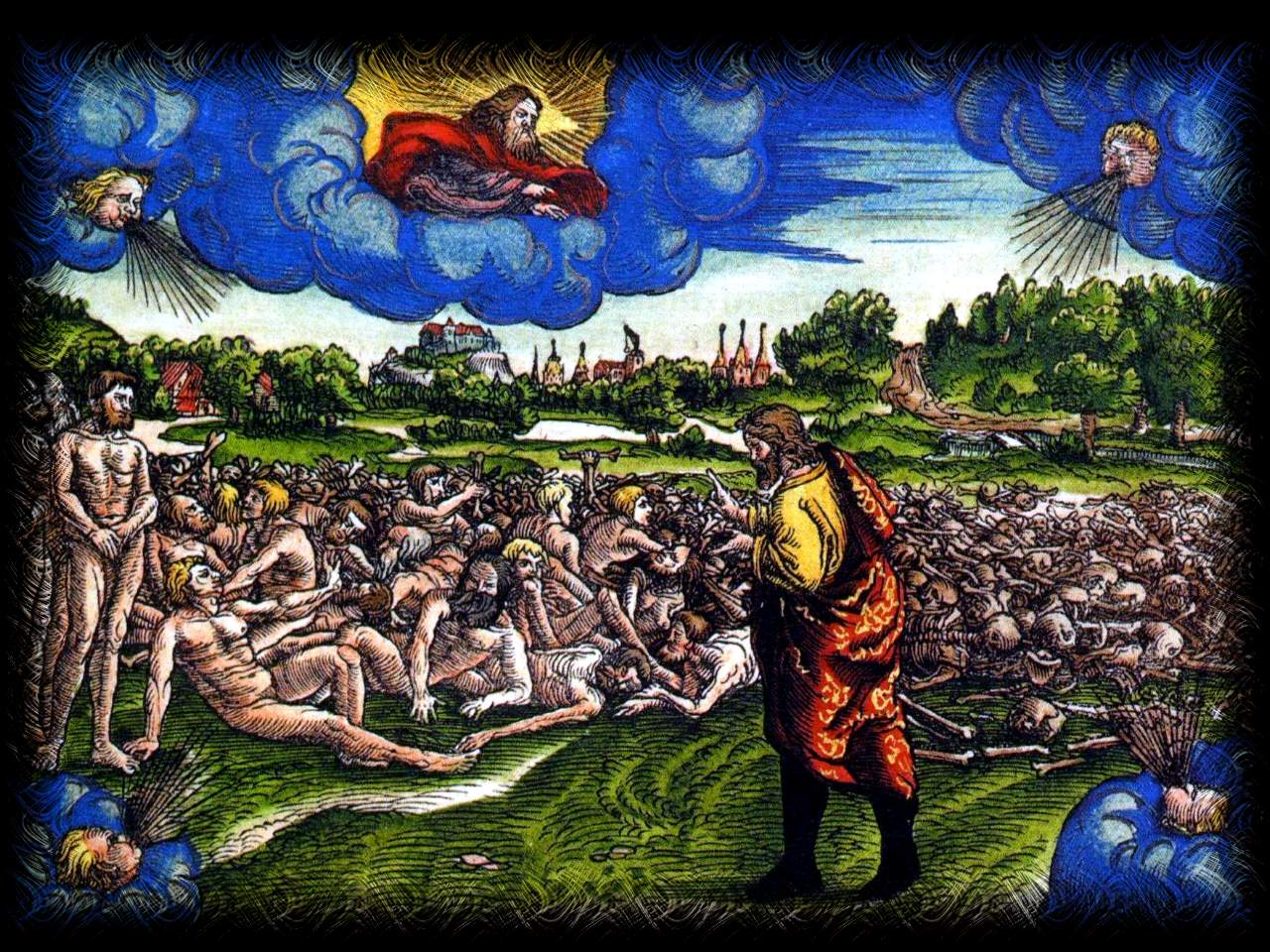
Israel, das Totenfeld, wird durch Gottes Odem lebendig (Ezechiel 37)

„Luther hat die Figuren in der Wittembergischen Biblia zum Teil selber angegeben, wie man sie hat sollen reißen oder malen, und hat befohlen, wie man aufs einfältigste den Inhalt des Texts abmalen und reißen, und wollt nit leiden, daß man überlei und unnütz Ding, das zum Text nicht dienet, sollt dazu schmieren.“

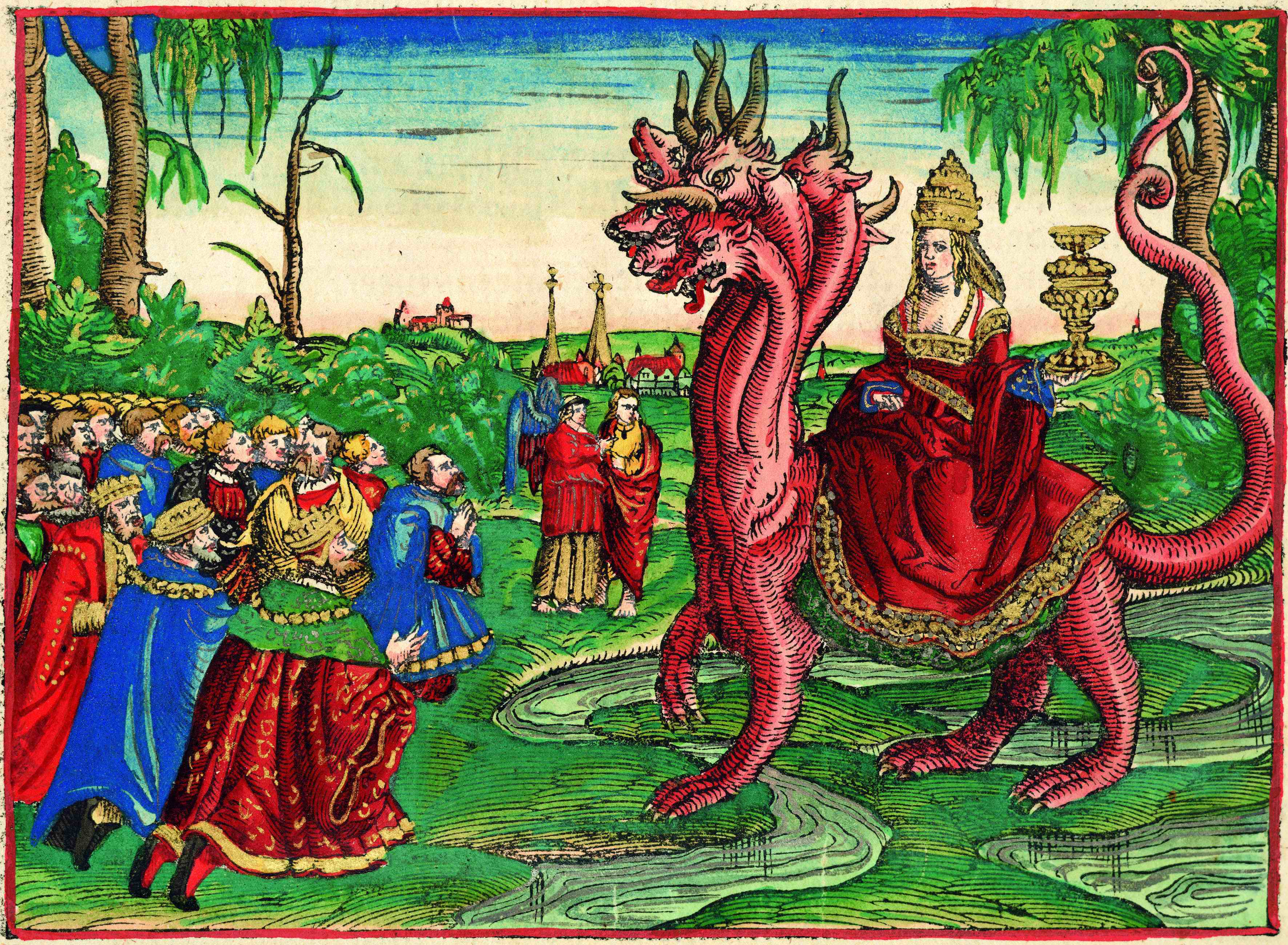
Die Hure Babylon

Interessant ist, dass die zwischenzeitlich verschwundene Tiara auf dem Kopf des apokalyptischen Tieres bzw. der Hure Babylon in den Holzschnitten des Monogrammisten MS 1534 wieder zu sehen ist. 
Es gibt eingangs ein ganzseitiges Bild: 
- 8v[3] Beginn des 1. Buchs Mose mit der Weltschöpfung (ähnlich vorlutherischen deutschen Bibeln, speziell der Kölner Bibeln 1478/79 und der Lübecker Bibel[4] 1494[5]).

Die übrigen Illustrationen, 41 zum Alten Testament und 21 zum Neuen Testament, haben die gleichen Abmessungen: 10,8 cm hoch und 14,7 cm breit.

#### Die  Stiftshütte und ihre Geräte
Eine besondere Rolle spielen die Illustrationen im 2. Buch Mose, auf denen die für den Gottesdienst am Zeltheiligtum (Stiftshütte) angefertigten Objekte abgebildet sind. Sie zeigen Dinge, die es in der Lebenswelt der Leser nicht gibt und unterstützen so das Verständnis des Textes, ähnlich wie heute ein Bibellexikon.
- LIv[6] Die Bundeslade, im Hintergrund der Gnadenstuhl.
- LIIr[7] Der siebenarmige Leuchter und der Tisch mit den Schaubroten.
- LIIv[8] Ein fertiger Teppich für die Stiftshütte, präsentiert auf einem Marktplatz der Lutherzeit.
- LIIIr[9] Die Holzkonstruktion der Stiftshütte.
- LIIIv[10] Der tragbare Brandopferaltar.
- LIIIr[11] Das vollständig eingerichtete Heiligtum: der Vorhof mit den ringsum als Begrenzung aufgehängten Teppichen; die Stiftshütte selbst aus Holzplanken, teilweise mit Teppichen überdeckt; dazu die liturgischen Geräte.
- LIVv[12] Die Kleidung des Hohenpriesters.

Auffällig ist, dass die Objekte nicht, wie es der Text nahelegen würde, in einer Wüstenlandschaft stehen, oder überhaupt im Freien, sondern von Architektur der Lutherzeit eingefasst sind, quasi Nachbauten der biblischen Geräte und nicht diese selbst.

#### Der salomonische Tempel
Die Illustrationen zeigen, wie sich Luther und sein Team Salomos Tempel (mit den Kultgeräten) und Salomos Palast vorgestellt haben. Sie sind ein Hilfsmittel für den Leser der Architekturbeschreibung in 1 Könige 6-7 und zeigen zugleich, wie die Übersetzer Einzelheiten des Textes interpretiert haben.
- CVIv[13] Salomos Palast, von zwei Stadtmauern eingefasst; hinter dem Palast (grün) der Tempel (rot).
- CVIIr[14] Salomos Tempel mit den beiden freistehenden Säulen Jachin und Boas und einem Wendelstein als auffälligem architektonischem Element, vgl. Luthers Übersetzung 1 Kön 6,8: „EJne Thür aber war zur rechten seiten mitten am Hause / das man durch Wendelstein hinauff gieng auff den Mittelgang.“
- CVIIv[15] Das Eherne Meer
- CVIIIr[16] Der Kesselwagen

## Überlieferungsgeschichte
Man nimmt an, dass die Bibel im frühen 19. Jahrhundert von der Anna-Amalia-Bibliothek erworben wurde, da sie nach 1815 einen Bibliotheksstempel erhielt. In den Einbanddeckeln beider Bände gibt es ein Exlibris, das bisher noch nicht entziffert werden konnte. Informationen über Vorbesitzer fehlen daher.

## Weltdokumentenerbe
Für die Aufnahme gerade dieses Exemplars der Lutherbibel von 1534 in das Weltdokumentenerbe „Frühe Schriften der Reformationsbewegung initiiert von Martin Luther“, die 2015 erfolgte, spielte nicht nur die prachtvolle Ausmalung eine Rolle, sondern auch die Geschichte des Buches. Beim Brand der Herzogin Anna Amalia Bibliothek 2004 wurde es buchstäblich in letzter Sekunde davor gerettet, den Flammen zum Opfer zu fallen, und blieb unbeschädigt.

## Digitale Edition
- Band 1 (Historische und Poetische Schriften des Alten Testaments): Digitalisat
- Band 2 (Propheten des Alten Testaments, Apokryphen, Neues Testament): Digitalisat